# سيغريد قيوري
سيغريد قيوري (بالإنجليزية: Sigrid Gurie)‏ (و. 1911 – 1969 م) هي ممثلة، وكاتبة سيناريو، من الولايات المتحدة الأمريكية، ولدت في مدينة نيويورك، توفيت في مدينة مكسيكو، عن عمر يناهز 58 عاماً.

## وصلات خارجية
- سيغريد قيوري على موقع IMDb (الإنجليزية)
- سيغريد قيوري على موقع ألو سيني (الفرنسية)
- سيغريد قيوري على موقع تيرنر كلاسيك موفيز (الإنجليزية)
- سيغريد قيوري على موقع أول موفي (الإنجليزية)
- سيغريد قيوري على موقع قاعدة بيانات الأفلام السويدية (السويدية)
- سيغريد قيوري على موقع إن إن دي بي (الإنجليزية)
- سيغريد قيوري على موقع قاعدة بيانات الفيلم (الإنجليزية)
- سيغريد قيوري على موقع كينوبويسك (الروسية)